# Nicolás María Sierra
Nicolás María Sierra (Aragó, 1750-Madrid, 6 de juliol de 1817) va ser un polític espanyol.

## Biografia
Fou un jurista il·lustrat, alcalde de Casa i Cort i Fiscal de Crim d'Audiència, amb la invasió francesa va participar en la Junta Suprema Central i fou secretari del Despatx d'Hisenda en 1810 i secretari del Despatx de Gracia i Justícia entre aquest any i 1811. Fou diputat al Congrés per Aragó a les Corts de 1810 i 1813. Va formar part del Consell d'Índies.